# Spread
Spread – różnica pomiędzy kursem (ceną) sprzedaży a kursem (ceną) kupna aktywów (np. walut, papierów wartościowych, towarów).
Na terminowych rynkach finansowych i towarowych spread to różnica między kursem kasowym, a kursem terminowym. Przy konkurencyjnym rynku jest to koszt transakcji bez opóźnienia.
Spread wynosi zazwyczaj kilka procent. Udzielając kredytu w obcej walucie, bank przelicza kredyt po kursie kupna (niższym) waluty kredytu, natomiast przy spłacie bierze pod uwagę dzienny kurs sprzedaży (wyższy) tej waluty. Jeśli spread wynosi 0, oznacza to, że jest to transakcja bezkosztowa.
Wyrażony procentowo spread walutowy to różnica pomiędzy kursem sprzedaży i kursem kupna dewiz w banku do kursu kupna. Stanowi on dodatkowy zysk banku, np. w przypadku udzielonych przez bank kredytów walutowych. Szacunkowo spread na poziomie 12% to dodatkowo około 1 punkt procentowy, a 6% to około 0,5 punktu procentowego ukrytej marży kredytu.